# Єрмолкино (Біжбуляцький район)
Єрмо́лкино (рос. Ермолкино, башк. Ермолкин) — село у складі Біжбуляцького району Башкортостану, Росія. Входить до складу Калінінської сільської ради.
Населення — 354 особи (2010; 375 в 2002).
Національний склад:
- чуваші — 97 %